# Campeonato Sul-Americano de Atletismo de 1918 (não oficial)
O  Campeonato Sul-Americano de Atletismo (não oficial) de 1918 foi realizado em Buenos Aires, na Argentina no período de 24 a 26 de maio de 1918, intitulado inicialmente de 
Campeonato de Iniciação. Foi organizado pela Federación Pedestre Argentina, predecessora da Federación Atlética Argentina (fundada em 1919) e da Confederación Argentina de Atletismo (fundada em 1954), representando então o atletismo argentino. 

## Medalhistas
Esses foram os resultados do campeonato.  
| Evento                     | Ouro                                     | Ouro    | Prata                    | Prata | Bronze                  | Bronze |
| -------------------------- | ---------------------------------------- | ------- | ------------------------ | ----- | ----------------------- | ------ |
| 100 metros                 | Marcelo Uranga (CHI)                     | 12.0    | José Pozzi (ARG)         |       | Abelardo Piovano (ARG)  |        |
| 200 metros                 | Marcelo Uranga (CHI)                     | 24.2    | Eduardo Lambierto (ARG)  |       | Isabelino Gradín (URU)  |        |
| 400 metros                 | Isabelino Gradín (URU)                   | 53.0    | José Pozzi (ARG)         |       | Marcelo Uranga (CHI)    |        |
| 800 metros                 | Manuel Moraga (CHI)                      | 2:14.0  | J.M. Martínez (ARG)      |       | Juan Campos (URU)       |        |
| Corrida de 1 milha         | Juan Jorquera (CHI)                      | 4:37.8  | Manuel Moraga (CHI)      |       | A.R. Arriola (ARG)      |        |
| Maratona                   | Juan Jorquera (CHI)                      | 3:28:04 | Luis Urzua (CHI)         |       | Ernesto Lamilla (CHI)   |        |
| 200 metros barreiras       | Marcelo Rendic (CHI)                     | 30.8    | Carlos Bovo (ARG)        |       | Harold Rosenqvist (CHI) |        |
| 400 metros barreiras       | Leopoldo Palma (CHI)                     |         | Julio Kilián (CHI)       |       | Harold Rosenqvist (CHI) |        |
| 4×400 metros estafetas     | Argentina                                |         | Uruguai                  |       | Chile                   |        |
| Salto em altura            | Miguel Arigós (ARG) Marcelo Rendic (CHI) | 1.70    |                          |       | Luis Groussac (ARG)     |        |
| Salto em pé                | Enrique Kossow (ARG)                     | 1.45    | Juan Moliné (ARG)        | 1.45  | Luis Groussac (ARG)     | 1.45   |
| Salto à vara               | Enrique Sansot (CHI)                     | 3.15    | Adolfo Reccius (CHI)     | 3.10  | Héctor Berruti (URU)    | 3.10   |
| Salto em comprimento       | Harold Rosenqvist (CHI)                  | 5.95    | Adolfo Reccius (CHI)     | 5.89  | E. Servetti (URU)       | 5.78   |
| Salto em comprimento em pé | S. Delpech (ARG)                         | 2.905   | Enrique Kossow (ARG)     | 2.89  | Juan Moliné (ARG)       | 2.81   |
| Arremesso de peso          | Juan Moliné (ARG)                        | 11.83   | Miguel Arigós (ARG)      | 11.65 | Víctor Zaragoza (URU)   | 11.35  |
| Lançamento de disco        | Rodolfo Hammersley (CHI)                 | 30.29   | L. Heber (ARG)           | 29.93 | Harold Rosenqvist (CHI) | 29.57  |
| Lançamento do martelo      | Fernando Capellini (URU)                 | 26.70   | Rodolfo Hammersley (CHI) | 25.40 | Carlo Heller (CHI)      | 20.57  |

## Quadro de medalhas (não oficial)
| Ordem | País      | Medalha de ouro | Medalha de prata | Medalha de bronze | Total |
| ----- | --------- | --------------- | ---------------- | ----------------- | ----- |
| 1     | Chile     | 11              | 6                | 7                 | 24    |
| 2     | Argentina | 5               | 10               | 4                 | 19    |
| 3     | Uruguai   | 2               | 1                | 5                 | 8     |
|       | TOTAL     | 18              | 17               | 46                | 51    |